# بیلی گریفیتس (بازیکن فوتبال، زاده ۱۸۷۶)
بیلی گریفیتس (انگلیسی: Billy Griffiths; ۱۶ آوریل ۱۸۷۶ – ۲۶ اکتبر ۱۹۴۶) بازیکن فوتبال اهل بریتانیا بود.
از باشگاه‌هایی که در آن بازی کرده‌است می‌توان به باشگاه فوتبال منچستر یونایتد اشاره کرد.